# Outsiders (comics)
Pour les articles homonymes, voir Outsiders et Batman (homonymie).
Batman and the Outsiders  puis Outsiders est une série publiée par DC Comics dans The Brave and the Bold # 200 en 1983. Une équipe créée par Mike W. Barr & Jim Aparo.

## Batman and the Outsiders (1983-1987)
Batman and the Outsiders fut publié de 1983 à 1987, soit 38 numéros (Les # 39 à 46 sont des rééditions des numéros 1 à 8 de la série dérivée Outsiders).

### Synopsis
Batman quitte la Ligue de justice d'Amérique, leur reprochant de ne pas assez s'intéresser aux crimes « ordinaires ». À la suite de la première aventure (# 1 et 2), il sera amené à croiser différents super-héros et les convaincra de le rejoindre dans sa croisade.
L'équipe est composée, outre Batman, de deux héros DC déjà connus, Black Lightning et Metamorpho, et de trois nouveaux personnages ou très peu exploités : Geo-Force, Katana et Halo.

### Vie éditoriale
La série sera scénarisée par Mike W. Barr et principalement dessinée par 2 dessinateurs/encreurs : Jim Aparo (# 1-12 + 16-20) et Alan Davis (# 22-36, encré par Paul Neary pour les 2 derniers).
Batman quittera le groupe au # 32, d'où le changement de titre à partir du 33 : Adventures of the Outsiders.

## Outsiders vol.1 (1985-88)
Le groupe connaîtra un 2d titre, lancé en 1985 : The Outsiders (28 épisodes plus un Annual et un Special) toujours scénarisé par Mike W. Barr et principalement dessiné par Jim Aparo (# 1-7 + 9-14 + 17-19 + 21-22). 
Quelques épisodes ont été traduits en France dans DC Flash # 8 à 14.

### Membres
| Justicier                                  | Véritable Nom        | A rejoint l'équipe dans                          | Notes |
| ------------------------------------------ | -------------------- | ------------------------------------------------ | --- |
| Équipe Originale: Batman and the Outsiders |                      |                                                  | |
| Batman                                     | Bruce Wayne          | The Brave and the Bold #200 (Juillet, 1983)      | Membre Fondateur et leader. Actif. |
| Eclair Noir                                | Jefferson Pierce     | The Brave and the Bold #200 (Juillet, 1983)      | Membre Fondateur. Actif dans Justice League & the Outsiders. |
| Geo-Force                                  | Brion Markov         | The Brave and the Bold #200 (Juillet, 1983)      | Membre Fondateur. Actif dans the Outsiders. |
| Halo                                       | Violet Harper        | The Brave and the Bold #200 (Juillet, 1983)      | Membre Fondateur. Violet Harper est une criminelle qui est assassinée mais qui revient à la vie lorsqu'une entité extra-terrestre constituée d'énergie se fond en elle. Cette mort et cette résurrection font que Violet Harper souffre d'amnésie. Grâce à cette fusion elle gagne la faculté de voler et d'émettre divers types de rayons. Active. |
| Katana                                     | Tatsukuri Yamashiro  | The Brave and the Bold #200 (Juillet, 1983)      | Membre Fondateur. Katana, de son vrai nom Tatsu Yamashiro, est une japonaise qui a appris le maniement du sabre katana. Active dans the Outsiders. |
| Metamorpho                                 | Rex Mason            | The Brave and the Bold #200 (Juillet, 1983)      | Membre Fondateur. Actif dans the Outsiders. |
| Looker                                     | Emily Briggs         | The Adventures of the Outsiders #34 (Juin, 1986) | Active. |
| Blue Beetle                                | Ted Kord             | The Adventures of the Outsiders #34 (Juin, 1986) | Décédé dans : "Countdown to Infinite Crisis #01 - Omac Project (Mai, 2005)". Publié en France dans "Batman-Superman 05 (Panini DC)". |
| Batgirl                                    | Barbara Gordon       | The Adventures of the Outsiders #34 (Juin, 1986) | Active dans Birds of Prey en tant qu'Oracle puis de nouveau en tant que Batgirl. |
| Black Canary                               | Dinah Lance          | The Adventures of the Outsiders #34 (Juin, 1986) | Active. |
| Green Arrow                                | Oliver Queen         | The Adventures of the Outsiders #34 (Juin, 1986) | Actif. |
| The Creeper                                | Jack Ryder           | Showcase #73 (Avril. 1968)                       | Actif dans the Outsiders. |
| Windfall                                   | Clone of Wendy Jones | The Outsiders vol. 1, #19 (Mai, 1987)            | Décédée dans "The Outsiders #20 (Juin, 1987)". |
| Windfall (en)                              | Wendy Jones          | The Outsiders vol. 1, #20 (Juin, 1987)           | Décédée dans "Suicide Squad : Raise the Flag #7". |
| Atomic Knight                              | Gardner Grayle       | The Outsiders vol. 1, #28 (Fevrier, 1988)        | Actif. |

## Outsiders vol.2 (1993-95)
La série dura 24 épisodes entre 1993 et 1995. Déclaré traître à la Markovie, son pays natal, Geo-Force doit demander l'aide d'anciens et de nouveaux Outsiders pour combattre le seigneur vampire qui contrôle son pays. Quelques mois avant la fin, arrivera dans l'équipe : Ragman, The Question, Huntress, Blue Beetle, Azrael, Anarky et Spoiler. L'équipe d'abord dirigé par Sébastian et Brion sera récupérée par Arsenal puis Azrael ayant fraîchement quitté son costume de Batman. Après les vampires  l'équipe affrontera le culte du Kobra et l'ordre de Saint Duma. Officiellement dissoute fin 1995, l'équipe reviendra pourtant officieusement quatre ans plus tard, de 1999 à 2001, avec en plus Terra et Dr. Light (Kimiyo Hoshi) pour une ultime aventure.

### Membres
| Justicier                        | Véritable Nom     | A rejoint l'équipe dans                     | Notes |
| -------------------------------- | ----------------- | ------------------------------------------- | --- |
| Équipe Originale : The Outsiders |                   |                                             | |
| Faust                            | Sebastian Faust   | Outsiders vol. 2, #1 Alpha (Novembre, 1993) | Membre Fondateur. Actif dans Checkmate.                                                                                            |
| Halo                             | Gabrielle Doe     | Outsiders vol. 2, #1 Alpha (Novembre, 1993) | Membre Fondateur. Active. |
| Looker                           | Emily Briggs      | Outsiders vol. 2, #1 Alpha (Novembre, 1993) | Membre Fondateur. Active. |
| Geo-Force                        | Brion Markov      | Outsiders vol. 2, #1 Alpha (Novembre, 1993) | Membre Fondateur. Actif dans the Outsiders.                                                                                        |
| Technocrat                       | Geoffrey Barron   | Outsiders vol. 2, #1 Alpha (Novembre, 1993) | Membre Fondateur. Probablement Décédé dans "Infinite Crisis #7".                                                                   |
| Wylde                            | Charlie Wylde     | Outsiders vol. 2, #1 Alpha (Novembre, 1993) | Membre Fondateur. Actif. |
| Atomic Knight                    | Gardner Grayle    | Outsiders vol. 2, #3 (Janvier, 1994)        | Actif. |
| Arsenal                          | Roy Harper        | Outsiders vol. 2, #3 (Janvier, 1994)        | Actif dans Justice League en tant que Red Arrow. Actif dans the Titans.                                                            |
| Eradicator                       | David Connor      | Outsiders vol. 2, #3 (Janvier, 1994)        | Statut inconnu. |
| Dervish                          |                   | Outsiders vol. 2, #9 (Juillet, 1994)        | Actif. |
| The Question                     | Victor Sage       | Outsiders vol. 2, #16 (Mars, 1995)          | Décédé dans "52 #38 - Breathless (Mars, 2007)".                                                                                    |
| Huntress                         | Helena Bertinelli | Outsiders vol. 2, #16 (Mars, 1995)          | Active dans Birds of Prey. |
| Blue Beetle                      | Ted Kord          | Outsiders vol. 2, #16 (Mars, 1995)          | Décédé dans "Countdown to Infinite Crisis #01 - Omac Project (Mai, 2005)". Publié en France dans "Batman-Superman 05 (Panini DC)". |
| Azrael                           | Jean-Paul Valley  | Outsiders vol. 2, #16 (Mars, 1995)          | Probablement Décédé. |
| Anarky                           | Lonnie Machin     | Outsiders vol. 2, #16 (Mars, 1995)          | Actif. |
| Ragman                           | Rory Regan        | Outsiders vol. 2, #16 (Mars, 1995)          | Actif. |
| Spoiler                          | Stephanie Brown   | Outsiders vol. 2, #16 (Mars, 1995)          | Statut inconnu. |
| Terra                            | Tara Markov       | Day of Judgment #4 (Novembre, 1999)         | Décédée dans "World War III #3".                                                                                                   |
| Doctor Light                     | Kimiyo Hoshi      | JLA: Our Worlds at War #1 (Septembre, 2001) | Active. |

## Outsiders vol. 3 (2003)
Outsiders volume 3, conservant très peu de liens avec les séries précédentes, fut lancé en 2003 par Judd Winick, mettant en scène de nouveaux membres, dont certains avaient été membres des Titans. Cette série s'achève en 2007 et est remplacée par un second volume de Batman and the Outsiders.

### Synopsis
Cette nouvelle équipe fut créée à la suite du crossover Titans/Young Justice : Graduation Day qui causa la dissolution des deux groupes. Arsenal accepta l'offre de sponsorisation de la corporation Optitron et utilisa leur argent pour acheter un énorme abri atomique qui avait appartenu à un multi-millionnaire et le rénova pour créer le quartier général du groupe. Il recruta un groupe de jeunes héros, le dernier d'entre eux étant son ami Nightwing, qui rejoignit l'équipe à contrecœur. 
La nouvelle équipe, baptisée avec la bénédiction de Batman, a vocation de poursuivre les criminels avant qu'ils ne commettent de nouveaux crimes, au lieu de simplement réagir.
Les premiers épisodes ont été traduits dans les numéros 2 à 6 de la revue Generation DC de Semic (soit les épisodes 1 à 5), puis la publication a repris dans DC Universe Hors Série (Panini Comics), d'abord à l'occasion d'un crossover avec les Teen Titans (épisodes 24 et 25 pour les deux séries), puis à l'issue d'Infinite Crisis, lors de l'événement Un an plus tard (à partir de l'épisode 34). Rien n'est actuellement prévu en ce qui concerne la parution en français des épisodes manquants, que ce soit la suite de ceux publiés dans Generation DC ou ceux antérieurs et postérieurs à Un an plus tard.

### Membres
| Justicier                          | Véritable Nom        | A rejoint l'équipe dans                | Notes |
| ---------------------------------- | -------------------- | -------------------------------------- | --- |
| Équipe Originale : The Outsiders 2 |                      |                                        | |
| Nightwing                          | Dick Grayson         | Outsiders vol. 3, #1 (Août, 2003)      | Membre Fondateur et Leader. Actif dans Titans.                                                                                     |
| Arsenal                            | Roy Harper           | Outsiders vol. 3, #1 (Août, 2003)      | Membre Fondateur. Actif dans Justice League en tant que Red Arrow. Actif dans les Titans.                                          |
| Grace                              | Grace Choi           | Outsiders vol. 3, #1 (Août, 2003)      | Membre Fondateur. Active. |
| Indigo                             | Brainiac 8           | Outsiders vol. 3, #1 (Août, 2003)      | Membre Fondateur. Décédée dans "Outsiders vol. 3, #25 (Août, 2005)".                                                               |
| Thunder                            | Anissa Pierce        | Outsiders vol. 3, #1 (Août, 2003)      | Membre Fondateur. Active. |
| Katana                             | Tatsukuri Yamashiro  | Outsiders vol. 3, #1 (Août, 2003)      | Membre Fondateur. Active. |
| Jade                               | Jennifer-Lynn Hayden | Outsiders vol. 3, #1 (Août, 2003)      | Membre Fondateur. Décédée dans "Rann/Thanagar War : Infinite Crisis Special #1 (Avril, 2006)", ressuscitée dans Justice League 44. |
| Huntress                           | Helena Bertinelli    | Outsiders vol. 3, #8 (Mars, 2004)      | Active dans Birds of Prey. |
| Starfire                           | Koriand'r            | Outsiders vol. 3, #16 (Novembre, 2004) | Active dans Titans. |
| Captain Marvel, Jr.                | Freddy Freeman       | Outsiders vol. 3, #28 (Novembre, 2005) | Actif en tant que Captain Shazam.                                                                                                  |
| Obsidian                           | Todd Rice            | Outsiders vol. 3, #28 (Novembre, 2005) | Actif. |
| Captain Boomerang                  | Owen Mercer          | Outsiders vol. 3, #34 (Mai, 2006)      | Actif dans Suicide Squad. |
| Looker                             | Emily Briggs         | Outsiders vol. 3, #40 (Decembre, 2006) | Active. |
| Technocrat                         | Geoffrey Barron      | Outsiders vol. 3, #40 (Decembre, 2006) | Actif. |

## Batman and the Outsiders 2 (2007-2011)
Une nouvelle équipe d'Outsiders est conduite par Batman jusqu'à la mort apparente de celui-ci. Le titre au quinzième numéro est alors retitré en Outsiders et dure jusqu'en 2011.

### Membres
| Justicier                                     | Véritable Nom       | A rejoint l'équipe dans                              | Notes                                                                |
| --------------------------------------------- | ------------------- | ---------------------------------------------------- | -------------------------------------------------------------------- |
| Équipe Originale : Batman and the Outsiders 2 |                     |                                                      |                                                                      |
| Batman                                        | Bruce Wayne         | Outsiders Five of a Kind #3 (août 2007)              | Membre Fondateur et Leader. Actif.                                   |
| Martian Manhunter                             | J'onn J'onzz        | Outsiders Five of a Kind #3 (août 2007)              | Membre Fondateur. Actif.                                             |
| Catwoman                                      | Selina Kyle         | Outsiders vol 3. #50 (Septembre 2007)                | Membre Fondateur. Active.                                            |
| Batgirl                                       | Cassandra Cain      | Batman and the Outsiders (vol. 2) #2 (Novembre 2007) | Membre Fondateur. Active.                                            |
| Robin                                         | Tim Drake           | Batman and the Outsiders (vol. 2) #2 (Novembre 2007) | Membre Fondateur. Actif.                                             |
| Francine Langstrom                            | --                  | Batman and the Outsiders (vol. 2) #3 (Decembre 2007) | Active dans the Outsiders en tant qu'administrateur et scientifique. |
| Man-Bat                                       | Kirk Langstrom      | Batman and the Outsiders (vol. 2) #3 (Decembre 2007) | Actif.                                                               |
| Green Arrow                                   | Oliver Queen        | Batman and the Outsiders (vol. 2) #4 (Février 2008)  | Actif.                                                               |
| Speedy                                        | Mia Dearden         | Batman and the Outsiders (vol. 2) #4 (Février 2008)  | Statut inconnu.                                                      |
| ReMAC                                         | Dr. Salah Miandad   | Batman and the Outsiders (vol. 2) #5 (Mars 2008)     | Décédée dans "Batman and the Outsiders #11".                         |
| Batwoman                                      | Katy Kane           | Batman and the Outsiders (vol. 2) #5 (Mars 2008)     | Active.                                                              |
| Flamebird                                     | Betty Kane          | Batman and the Outsiders (vol. 2) #5 (Mars 2008)     | Active.                                                              |
| Katana                                        | Tatsukuri Yamashiro | Batman and the Outsiders (vol. 2) #5 (Mars 2008)     | Active.                                                              |
| Grace                                         | Grace Choi          | Batman and the Outsiders (vol. 2) #5 (Mars 2008)     | Active.                                                              |
| Etrigan                                       | Jason Blood         | Batman and the Outsiders (vol. 2) #5 (Mars 2008)     | Actif.                                                               |
| The Creeper                                   | Jack Ryder          | Outsiders Vol.4 #15 (Avril 2008)                     | Actif.                                                               |

## Épisodes publiés en français
- 1989 : Batman - L'Œil du serpent : Contient The Outsiders - Annual 1985 (The Skull, The Serpent, and the Outsiders) (Dessins : Kevin Nowlan, scénario : Mike W. Barr)[1], Comics USA
- 2007 : DC Universe Hors Série, Panini Comics
  - Hors Série 2 : Contient The Outsiders vol. 3 #24 à 25 + Teen Titans vol. 3 #24 à 25
  - Hors Série 5 : Contient The Outsiders vol. 3 #34 à 36 : The Good fight + The Outsiders vol. 3 #37 à 39 : Silver and Grey
  - Hors Série 7 : Contient The Outsiders vol. 3 #40 à 43 : Mad Scientists
- 2016 : Checkmate, Urban Comics. Contient Checkmate Vol.1: A King's Game (#1-7) + Vol.2: Pawn Breaks (#8-12) + Outsiders/Checkmate: Checkout (Outsiders vol.3 #47-49, Checkmate #13-15)  (ISBN 979-1-0268-1023-0)

## Liens
- Ressource relative à la bande dessinée :   - Comic Vine
- Notices d'autorité :   - LCCN
  - Israël
- Base de Données Française des Comics
- (fr) Batman and the Outsiders sur Comics VF
- (fr) Outsiders (1°) sur Comics VF
- (fr) Outsiders (2°) sur Comics VF
- (fr) Outsiders (3°) sur Comics VF